# Parafia Ewangelicko-Metodystyczna w Piętkach
Parafia Ewangelicko-Metodystyczna w Piętkach – zbór metodystyczny działający w Piętkach, należący do okręgu wschodniego Kościoła Ewangelicko-Metodystycznego w RP.
Nabożeństwa odbywają się w niedziele według ogłoszeń.